# Лошадь (фильм, 1941)
«Лошадь» (яп. 馬 ума англ. Horse) — японский чёрно-белый фильм-драма, поставленный режиссёром Кадзиро Ямамото в 1941 году. «Лошадь» — это поэтический рассказ о сельских жителях, а также о циклическом характере жизни, выражающемся в смене времен года. Часть фильма снята под руководством Акиры Куросавы. Это последний из пяти фильмов Кадзиро Ямамото, на которых у него стажировался Куросава, после этого проекта он перейдёт к самостоятельным постановкам, дебютировав в режиссуре в 1943 году фильмом «Гений дзюдо». Картина была снята по заказу Имперской армии, и поэтому считается как патриотический фильм, в конце которого жеребёнок, выращенный бедной крестьянкой, становится армейской лошадью.  

## Сюжет
В фильме показана бедная фермерская семья, живущая в небольшой деревеньке неподалёку от Мориока, известного коневодческого района в северо-восточном регионе Тохоку, и любви их дочери Инэ к лошадям. Родители видят в лошадях источник дохода, а для неё они являются друзьями. Вскоре семья Инэ забирает беременную кобылу, которую они выписали для зимнего ухода. Финансовые проблемы толкают семью на край разорения, и ни они сами, ни бедное животное не едят вдоволь. Лошадь становится очень больной, и ветеринар решает, что её спасёт только трава. Инэ проходит много миль по снегу к горячему источнику, где трава растёт круглый год, и спасает жизнь лошади. По весне рождается жеребёнок, и похоже, что у Инэ наконец-то появится своя лошадь. Но её родители бездумно пытаются продать жеребёнка, чтобы получить немного наличных денег. В отчаянии девочка идёт на работу на прядильную фабрику, чтобы заработать денег и выкупить жеребёнка. Но она не смогла скопить деньги, и молодое животное было продано как боевой конь на нужды армии.

## В ролях
- Хидэко Такаминэ — Инэ Онода, старшая дочь
- Каматари Фудзивара — Дзиндзиро Онода, отец Инэ
- Тиэко Такэхиса — Саку Онода, мать Инэ
- Каороу Футаба — Эй, бабушка Инэ
- Такэси Хирата — Тоёкадзу Онода, старший брат Инэ
- Тосио Хосой — Киндзиро Онода, младший брат Инэ
- Сэцуко Итикава — Цуру Онода, младшая сестра Инэ
- Садао Маруяма — господин Ямасита, учитель
- Садако Савамура — Кикуко Ямасита
- Ёсио Косуги — Дзэндзо Сакума
- Цуруко Мано — госпожа Сакума
- Сёдзи Киёкава — господин Сакамото

## Премьеры
- — национальная премьера фильма состоялась 11 марта 1941 года[1]
- — фильм впервые был показан в США 9 мая 1986 года[2]

## Награды и номинации
- Премия журнала «Кинэма Дзюмпо» (1942)

- Фильм выдвигался на премию «Кинэма Дзюмпо» в номинации за лучший фильм 1941 года, по результатам голосования занял достойное 2-е место.

## О фильме
Кинофильм «Лошадь» был важным и любимым детищем для режиссёра Кадзиро Ямамото.
Позже сам режиссёр вспоминал:
Мне кажется, что впервые идея этой постановки пришла мне в голову, когда мы приехали в Сима Онсэн (префектура Гумма), чтобы написать сценарий к фильму «Отец Роппы» (ロッパのおとうちゃゃん, 1938). Не было ничего более восхитительней того, как я слушал радио в зале. Была прямая трансляция с конного аукциона из Мориока. Слушая ржание и шум лошадей, голоса аукционистов, я поражался тем, как эти продавцы переживали радость и печаль.

Но хозяева студии «Тохо» не пришли от этого в восторг: «Нет, спасибо, но мы не зоопарк. Мы не собираемся тратить деньги, чтобы показывать на экране животных». Тогда Ямамото отнёс сценарий в отдел управления лошадьми при Бюро военной администрации и убедил военных чиновников повлиять на студию. Это сработало. Несколько дней спустя было получено уведомление от Военного ведомства, подписанное генералом Хидэки Тодзё, в котором была заявка на постановку фильма.
Проект занял почти два года. Ямамото предпочёл съёмки на местности из-за их полудокументального характера, к тому же он параллельно работал над постановкой комедий с участием популярных комиков Роппы Фурукавы и Кэнъити Эномото. Со слов Хидэко Такаминэ, исполнившей роль главной героини Инэ, большинство сцен на натуре были поставлены помощником режиссёра Акирой Куросавой. «Это фильм Куросавы» — заявляла Такаминэ. 
Одной из причин, почему съёмки заняли так много времени, было стремление режиссёра к тому, чтобы получить на экране подлинный фоновый пейзаж. Ямамото отмечал: «Японцы могут определить точное время года, просто глядя на то, как рис растёт на рисовом поле на заднем плане». Поэтому он избегал неточностей во время съёмок фермерской деревни. 
Поскольку съёмочный период занял почти два года, было нецелесообразно назначать только одного кинооператора для всего фильма. Было задействовано четыре разных оператора, каждый из которых был назначен на один из сезонов. Хиромицу Карасава снимал весной, Акира Мимура снял лето, Хироси Судзуки работал по-осени, а Такэо Ито заканчивал зимой. Акира Мимура отвечал за общее качество исходной работы. Поскольку каждый из операторов имел свой стиль и свою визуальную концепцию, было почти невозможно добиться единого взгляда на протяжении всего фильма. Мимура проанализировал стиль каждого из кинооператоров и сделал много дополнительных съёмок самостоятельно, чтобы компенсировать различия. Благодаря этому опыту, для следующего фильма Ямамото «Война на море от Гавайских островов до Малайи», Мимура заранее планировал координацию работы нескольких кинооператоров, вплоть до мельчайших деталей о параметрах съемки, так как использование нескольких камер и ракурсов камеры уже было на практике.